# 무정파전국연합
무정파전국연합(無政派全國聯合)은 1995년 6월 23일부터 1997년 5월 6일까지 존재했던 대한민국의 정당이다. 1995년 6월 23일에 신민당과 자유민주연합 간의 합당 결정에 반발한 일부 신민당 출신 당원들에 의해 신민당(新民黨)이라는 이름으로 창당했다. 1996년 2월 5일에 무정파전국연합(無政派全國聯合)으로 이름을 바꾸면서 무소속 후보들의 전국 연합 정당임을 표방했으나 1997년 5월 6일에 중앙선거관리위원회로부터 지구당의 법정 당원 수 미달로 인하여 정당 등록이 취소되었다.

## 역사
1995년 5월 16일에 김복동 신민당 대표가 김종필 자유민주연합 대표와의 회동을 통해 신민당과 자유민주연합 간의 합당에 합의하면서 신민당은 소멸되었다. 하지만 합당 과정에서 임춘원을 비롯한 일부 위원들의 반대에 부딪히기도 했다. 임춘원 의원은 자유민주연합과의 합당 결정에 반발하여 탈당한 일부 당원들과 함께 신민당을 재창당하면서 독자적인 정당 활동에 나섰다. 신민당은 1995년 6월 23일에 서울 여의도 사학연금회관에서 창당대회를 열고 임춘원 의원을 총재로 선출했다. 이로써 신민당은 대한민국 제14대 국회의 원내정당이 되었다.
임춘원 신민당 총재는 1996년 1월 22일에 중앙선거관리위원회에 당명을 '무소속전국연합'으로 바꾸겠다는 신청서를 제출했으나 중앙선거관리위원회는 1996년 1월 31일에 "특정 정당의 이름에 '무소속'이라는 이름을 사용하면 무소속으로 출마한 후보자들의 권리를 침해하고 국민들에게 혼란을 준다. 따라서 '무소속전국연합'이라는 당명은 선거 질서나 정치 질서에 중대한 위험을 가져올 수 있기 때문에 허용할 수 없다."는 유권해석을 내렸다. 이에 따라 신민당은 1996년 2월 5일에 당명을 무정파전국연합으로 변경했고 중앙선거관리위원회도 새 당명을 승인했다.
무정파전국연합은 무소속 후보들의 전국 연합 정당임을 표방하면서 1996년 4월 11일에 실시될 대한민국 제15대 국회의원 선거 참여를 추진했다. 하지만 임춘원 총재는 통합민주당의 국회의원 전국구(비례대표) 후보로 출마하기 위하여 무정파전국연합을 탈당했다. 임춘원은 통합민주당의 국회의원 전국구 3번 후보로 임명되었으나 하루 만에 번복되면서 정계 은퇴를 선언했다. 무정파전국연합은 1996년 3월 26일에 고병현 대표 권한대행 체제로 전환했으나 제15대 국회의원 선거에 불참하면서 원외정당이 되었다. 무정파전국연합은 1997년 5월 6일에 중앙선거관리위원회로부터 지구당의 법정 당원 수 미달로 인하여 정당 등록이 취소되었으며 대부분의 당직자와 당원들은 신한국당에 합류하였다.

### 역대 로고

신민당 시절에 사용된 로고
무정파전국연합 시절에 사용된 로고